# Seznam sídel v Chorvatsku, Đ
Toto je seznam sídel v Chorvatsku začínajících na písmeno Đ.
| Název       | Typ     | Župa                    | Město/ opčina | Počet obyvatel (2001/2011) |
| ----------- | ------- | ----------------------- | ------------- | -------------------------- |
| Đakovo      | město   | Osijecko-baranjská      | Đakovo        | 19 491                     |
| Đelekovec   | opčina  | Koprivnicko-križevecká  | Đelekovec     | 1 372                      |
| Đeletovci   | vesnice | Vukovarsko-sremská      | Nijemci       | 511                        |
| Đevrske     | vesnice | Šibenicko-kninská       | Kistanje      | 293                        |
| Đivan       | vesnice | Záhřebská               | Vrbovec       | 44                         |
| Đuba        | vesnice | Istrijská               | Umag          | 115                        |
| Đulovac     | opčina  | Bjelovarsko-bilogorská  | Đulovac       | 957                        |
| Đurđanci    | vesnice | Osijecko-baranjská      | Đakovo        | 574                        |
| Đurđekovec  | vesnice | Město Záhřeb            | Sesvete       | 778                        |
| Đurđenovac  | opčina  | Osijecko-baranjská      | Đurđenovac    | 2 944                      |
| Đurđevac    | město   | Koprivnicko-križevecká  | Đurđevac      | 6 349                      |
| Đurđic      | vesnice | Koprivnicko-križevecká  | Križevci      | 267                        |
| Đurđic      | vesnice | Bjelovarsko-bilogorská  | Ivanska       | 203                        |
| Đuričić     | vesnice | Viroviticko-podrávská   | Voćin         | 2                          |
| Đurići      | vesnice | Vukovarsko-sremská      | Drenovci      | 286                        |
| Đurin Potok | vesnice | Karlovacká              | Cetingrad     | 74                         |
| Đurinići    | vesnice | Dubrovnicko-neretvanská | Konavle       | 96                         |
| Đurinovec   | vesnice | Varaždinská             | Visoko        | 171                        |
| Đurmanec    | opčina  | Krapinsko-zagorská      | Đurmanec      | 910                        |